# Cratioma aberratum
Cratioma aberratum är en insektsart som beskrevs av Heinrich Hugo Karny 1924. Cratioma aberratum ingår i släktet Cratioma och familjen vårtbitare. Inga underarter finns listade i Catalogue of Life.